# BETA Cargo
BETA Cargo (Brazilian Express Transportes Aéreos) (mã ICAO = BET) là hãng hàng không vận chuyển hàng hóa của Brasil. Căn cứ chính của hãng ở Sân bay quốc tế Guarulhos, São Paulo.

## Lịch sử
BETA Cargo được thành lập năm 1990 dưới tên Brasair Transportes Aereos. Hãng đảm nhận các dịch vụ vận chuyển hàng hóa khắp châu Mỹ.

## Đội máy bay
(Tháng 3/2007) :
- 3 Boeing 707-320C
- 3 Douglas DC-8-73F